# アチェ独立運動
アチェ独立運動は、インドネシアのスマトラ島北部アチェ州で、同国からの分離・独立をもとめるアチェ人の運動である。
スハルト政権期の1976年10月、ハッサン・ディ・ティロによって結成された自由アチェ運動（Gerakan Ache Merdeka, 略称：GAM）がその運動の中心的存在である。

## 沿革

### オランダ領東インド期
この政治運動の歴史は、インドネシアがオランダの植民地支配に組み込まれていく過程で生じたアチェ戦争にまで、その起源をさかのぼると考えられる。
当時アチェを統治していたアチェ王国のスルタンはオランダに降伏したが、王国の主権を委譲する手続きは行われなかった。そのため、アチェ人からは日本軍政期・インドネシア独立戦争を経て、オランダ領東インドの主権がオランダからインドネシア連邦共和国（当時）に委譲された際に、アチェ王国の主権までインドネシアに委譲されたことは無効であると主張された。

### アチェ特別州の設置
かつてオランダ領東インド時代、日本軍政時代を通して、外来の支配者との妥協によって旧権力を保持した伝統的支配者層（ウレーバランという領主層）に対して、イスラーム指導者を中心とするアチェ人勢力はインドネシア独立戦争期に社会革命を実行し、これら旧支配者層を放逐し、オランダとの武力闘争を継続した。
こうしたアチェ人の抵抗運動は「インドネシア独立闘争の礎である」とスカルノに言わしめ、その貢献を認められてスカルノは「アチェをイスラム法に基づく自治区とする」と約束し、1949年12月に中央政府によってアチェ州が設置された。ところが、ハーグ円卓会議の対策としてオランダが作った傀儡諸国家の統合を済ませた中央政府は、1950年8月に州再編を行い、アチェ州を北スマトラ州に併合してしまう。
この決定に不満を持ったアチェ人勢力は武力闘争を開始し、ウラマーのリーダーであり軍政長官だったダウド・ブルエを首班として1953年にインドネシア共和国から離脱し、ジャワ島西部を中心にイスラム国家の成立を目指すダルル・イスラム運動が1949年に興したインドネシア・イスラム国に加わると宣言した。
ダルル・イスラム運動が劣勢になった1955年には「インドネシア・イスラム国アチェ構成国」として独立を宣言したが、1960年にスマトラ島で起きた反スカルノ勢力による反乱によって作られたインドネシア統一共和国への参加を宣言した。しかし、翌1961年にはインドネシア統一共和国は鎮圧され、ブルエは「アチェ・イスラム国」として再び独立宣言をすることになる。
中央政府はアチェ人の抵抗運動を鎮圧する一方で妥協案を出し、1959年にアチェを大幅な自治権をもつ特別州として復活させた。ブルエはアチェ特別州へのイスラム法の適用などを条件として和平を受け入れ、1963年に投降した。

### 独立運動の終結
1965年にスカルノが失脚しスハルト政権に移行したのち、1968年にはキリスト教徒移住者の増加を理由としてアチェ特別州へのイスラム法の適用は停止させられた。また、1970年代にはアチェの資源開発が盛んに行われたが、収益のほとんどは中央政府に吸い上げられ、アチェ住民の不満が増大していった。
1976年に「自由アチェ運動」（GAM）が結成され、「アチェ・スマトラ国」の独立を宣言し、武力闘争に入った。GAMを率いたハッサン・ディ・ティロは国際社会の理解を得られやすいようにGAMの目標に「アチェ王国の復活」を掲げ、ジャワ人による植民地化への解放闘争であると訴えた。
インドネシア軍によって1979年にGAMは一旦鎮圧され、独立運動は沈静化した。ティロはスウェーデンに逃れて亡命政府を樹立し、兵士たちはリビアで軍事訓練を受けた。再編されたGAMは1989年ごろから闘争を再開した。国軍とGAMの抗争は一般市民にも多くの被害を与え、憎悪をかき立てた。
1998年にスハルト政権からハビビ政権に移行し、インドネシア政府はアチェ州住民に謝罪し、アチェ特別州へのイスラム法の適用など融和策を示した。また、2002年にはアチェ特別州の名称を「ネガラ・アチェ・ダルサラーム」へと改称した。
その後も武力闘争は続いたが、2004年12月のスマトラ沖大地震によるアチェの壊滅的な津波被害により、GAMは臨時休戦を宣言した。この停戦を契機として2005年12月27日、GAMは、インドネシア政府と8月に締結された平和合意に基づき軍事部門の解散を宣言した。これにより、1976年以来29年間続いた独立運動は事実上終結した。

### 終結後
2013年3月2日、アチェ州議会は自由アチェ運動の旗を州旗に採用する案を議決した。インドネシア政府は採用を撤回するように求めたが、ザイニ・アブドゥラ州知事（元GAMメンバー）は要請を拒否。4月1日には採用を支持する住民によるデモ行進が行われた。